# Test de Box-Pierce
Le Test de Box-Pierce est un test statistique qui teste l'auto-corrélation d'ordre supérieur à 1. Il s'agit d'un test asymptotique qui n'a donc qu'une puissance très faible dans le cadre de petits échantillons.
Des études de simulation ont montré que le test Q de Ljung-Box était meilleur que ce test pour toutes les tailles d'échantillons même les très petites.

## Hypothèses du test
L'hypothèse nulle (H0) stipule qu'il n'y a pas auto-corrélation des erreurs d'ordre 1 à r. L'hypothèse de recherche (H1) stipule qu'il y a auto-corrélation des erreurs d'ordre 1 à r.

## Autre tests d'autocorrélation

### Tests d'auto-corrélation d'ordre 1 classiques
- Test de Durbin-Watson
- Test de Durbin

### Test d'auto-corrélation d'ordre 1 asymptotiques
- Test de Goldfrey-Breusch

### Tests d'auto-corrélation d'ordre supérieur à 1
- Test Q de Ljung-Box
- Test de Box-Pierce